# Fistulina antarctica
Fistulina antarctica är en svampart som beskrevs av Speg. 1887. Fistulina antarctica ingår i släktet Fistulina och familjen Fistulinaceae.   Inga underarter finns listade i Catalogue of Life.